# Asteropontius mycalei
Asteropontius mycalei is een eenoogkreeftjessoort uit de familie van de Asterocheridae. De wetenschappelijke naam van de soort is voor het eerst geldig gepubliceerd in 1959 door Krishnaswamy.